# Maxus G90
Maxus G90 – samochód osobowy typu minivan klasy wyższej produkowany pod chińską marką Maxus od 2022 roku.

## Historia i opis modelu

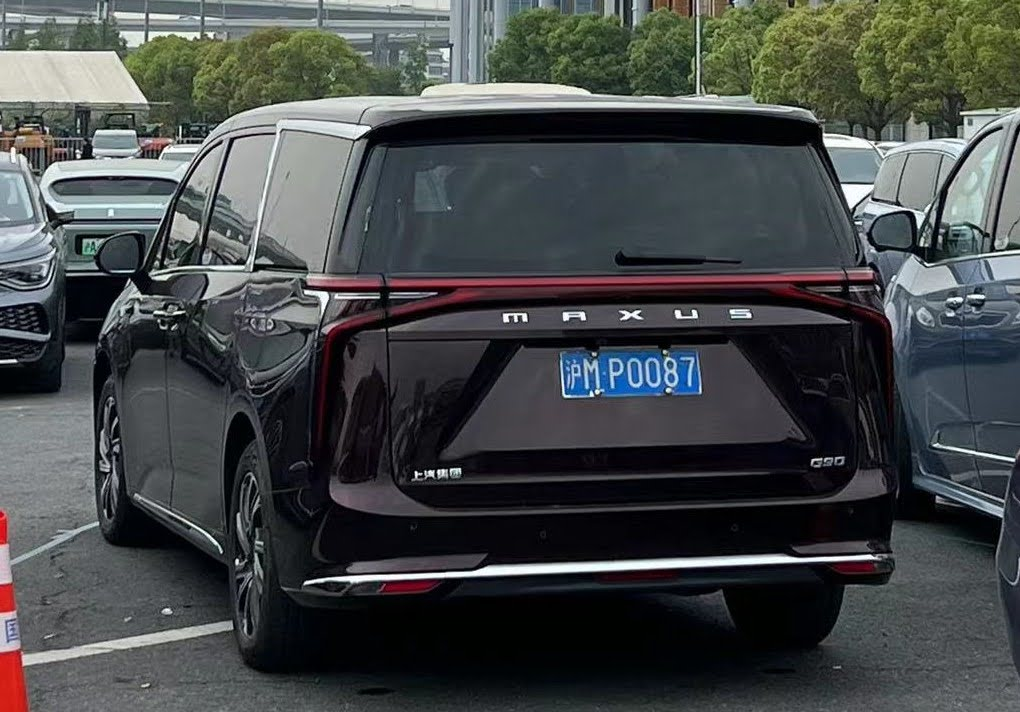
Maxus G90 - tył

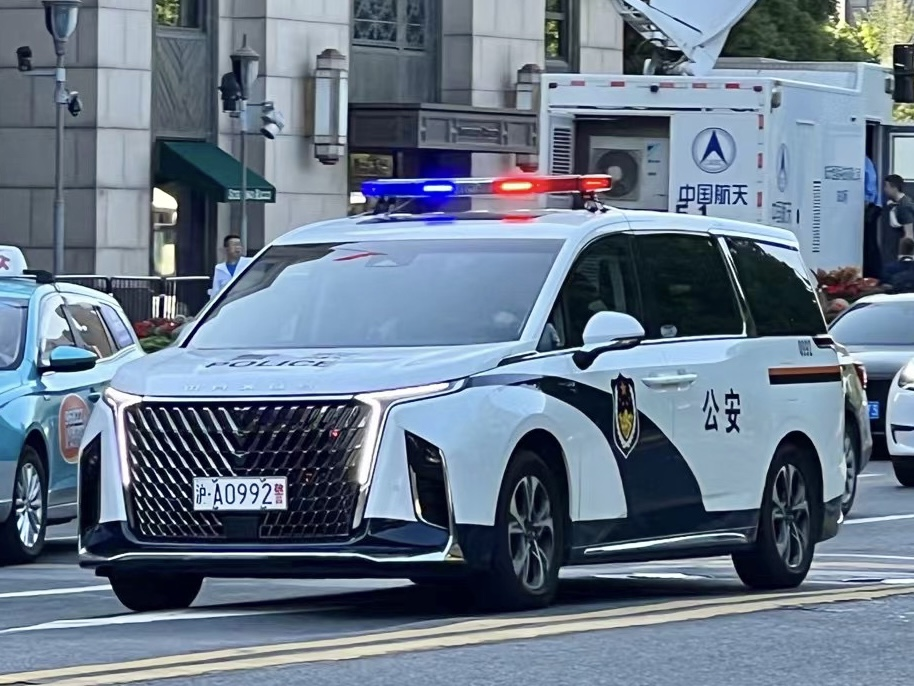
policyjny Maxus G90

W kwietniu 2022 roku, pół roku po debiucie elektrycznego minivana Mifa 9, Maxus przedstawił spalinowy odpowiednik swojego flagowego modelu. W porównaniu do poprzedzającego go G10, samochód zyskał masywniejszą i szerszą bryłę nadwozia o bardziej luksusowym wykończeniu, bogatym w chromowane ozdobniki i masywną atrapę chłodnicy z wzorem w stylu litery "V". Zarówno przednie, jak i tylne oświetlenie utrzymane zostało w motywie trójramiennych lamp w stylu full LED.
Luksusowo zaaranżowana kabina pasażerska umożliwia umieszczenie w niej 6 lub 7 siedzisk rozmieszczonych w 3 rzędach, z kolei minimalistyczny kokpit zdominował rozciągnięty na całą szerokość dotykowy wyświetlacz podzielony na dwa segmenty płynnie zintegrowane z cyfrowymi zegarami. Wyświetlacze przewidziano także dla pasażerów drugiego rzędu siedzeń.

### Sprzedaż
Samochód trafił w pierwszej kolejności do sprzedaży na wewnętrznym rynku chińskim, gdzie rozpoczęła się ona w kwietniu 2022 roku, z dostawami pierwszych egzemplarzy rozpoczętą w lipcu. Podobnie jak poprzednik, samochód powstał także z myślą o rynkach eksportowych. W listopadzie tego samego roku zadebiutowała odmiana przeznaczona do sprzedaży na rynku australijskim i nowozelandzkim, gdzie zasiliła gamę lokalnego odpowiednika marki Maxus jako LDV Mifa.

### Silniki
- R4 2.0l Turbo
- R4 2.0l Turbodiesel

### Mifa 9

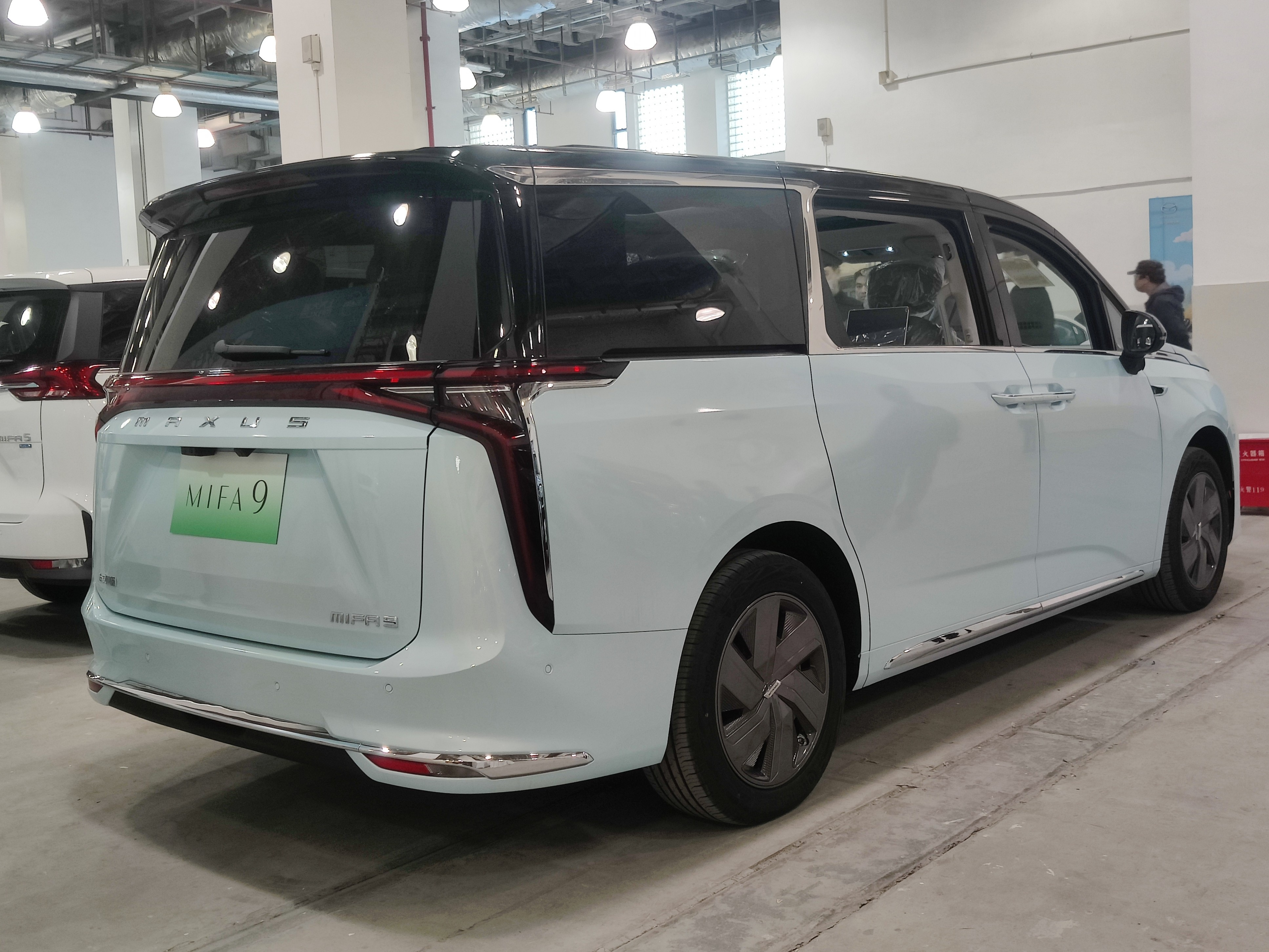
Maxus Mifa 9 - tył

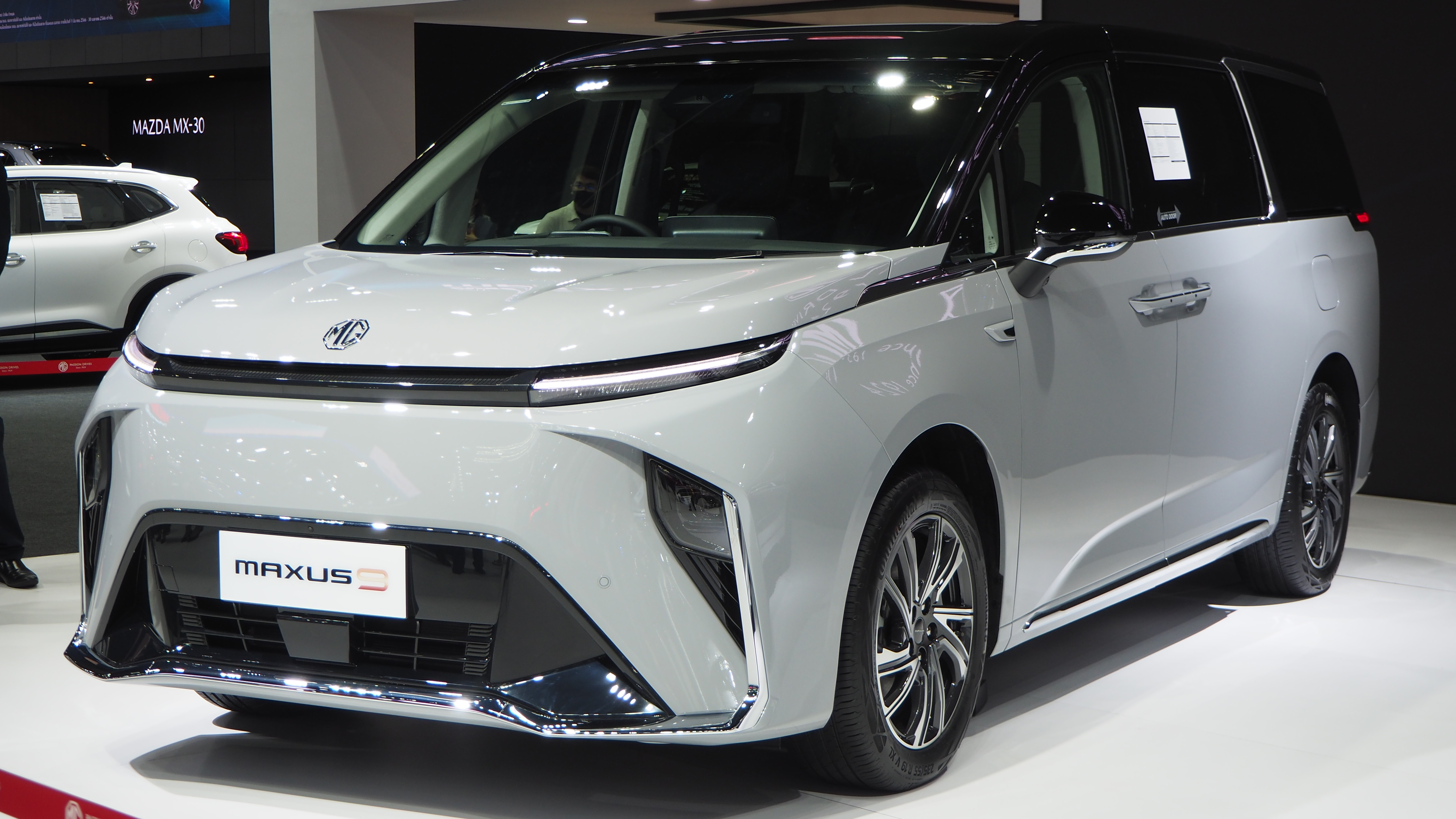
tajlandzkie MG Maxus 9

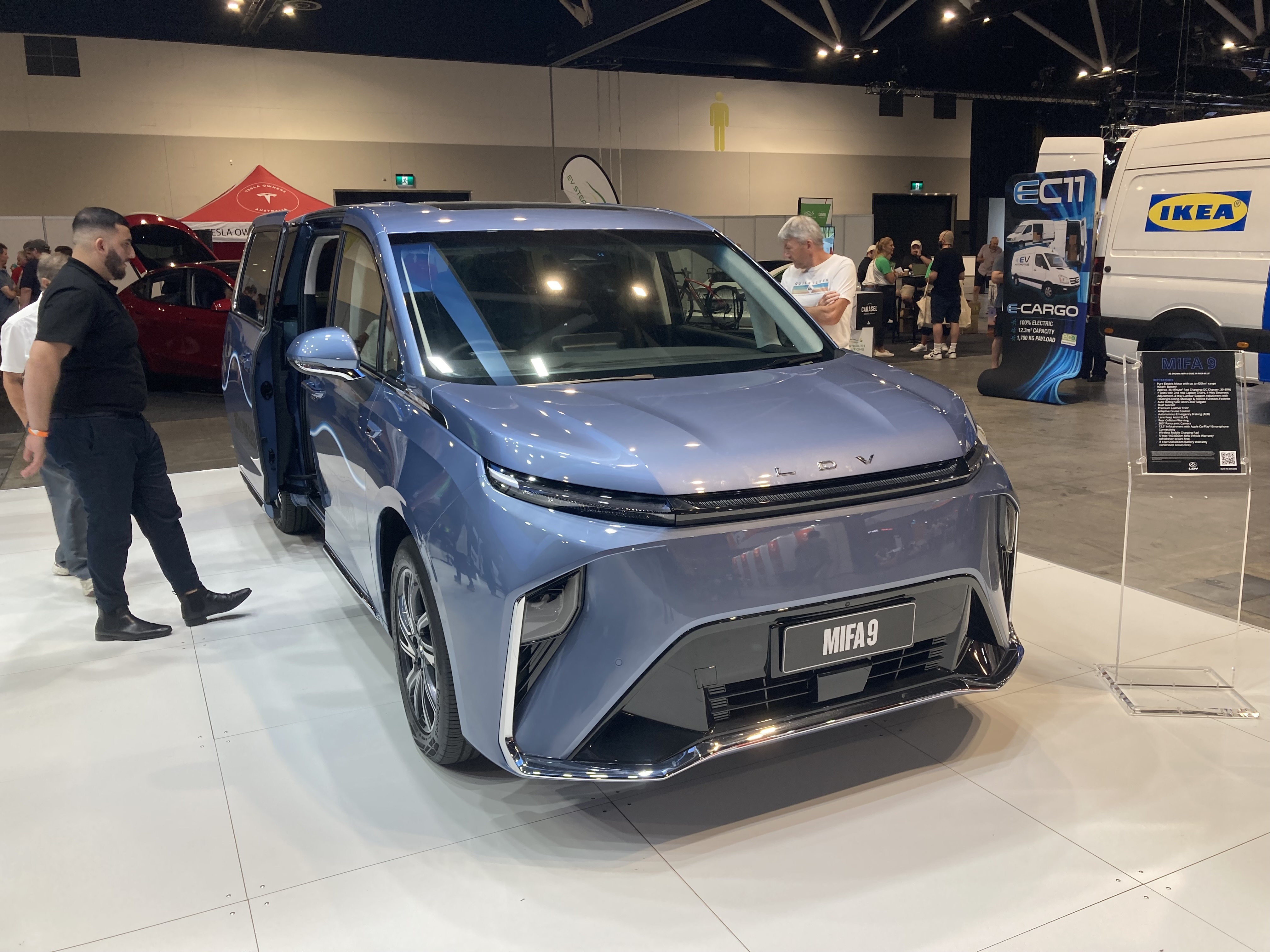
australijski LDV Maxus 9

Maxus Mifa 9 został zaprezentowany po raz pierwszy w 2021 roku.
Studyjną zapowiedzią nowego modelu w gamie chińskiej firmy był prototyp Maxus Mifa przedstawiony podczas wiosennych targów Shanghai Auto Show w kwietniu 2021 roku, obrazując koncepcję dużego, luksusowego minivana z napędem w pełni elektrycznym. Produkcyjny model pod nazwą Maxus Mifa 9 zadebiutował oficalnie pół roku później podczas targów samochodowych w Kantonie, będąc największym i najbardziej luksusowym samochodem elektrycznym w ofercie Maxusa.
Pod kątem wizualnym Maxus Mifa 9 wyróżnił się masywną, dwubarwnie malowaną sylwetką o foremnym kształcie nadwozia wraz z oświetleniem full LED. Tylne lampy przyozdobiły trójramienne lampy, dominujące nadwozie i na szerokość, i na długość. W luksusowo zaaranżowanej kabinie pasażerskiej wygospodarowano przestrzeń dla 6 oddzielnych foteli z pełnym zakresem regulacji.

### Sprzedaż
Produkcja i sprzedaż Maxusa Mifa 9 rozpoczęła się tuż po listopadowym debiucie, późną jesienią 2021 roku na terenie rodzimego rynku chińskiego. Ponadto, Maxus w momencie debiutu wyraził chęć uruchomienia sprzedaży pojazdu także na wybranych rynkach Europy Zachodniej wraz z Wielką Brytanią. Najpierw jednak w październiku 2022 zadebiutowała odmiana pod nazwą LDV Mifa 9 z myślą o rynku australijskim i nowozelandzkim. W grudniu 2022 samochód zdobył maksymalną notę w europejskoch testach bezpieczeństwa Euro NCAP.

### Dane techniczne
Maxus Mifa 9 to samochód w pełni elektryczny, który napędza 245-konny silnik. Bateria litowo-jonowa firmy CATL o pojemności 90 kWh pozwala na przejechanie według deklaracji producenta ok. 520 kilometrów. W 2023 roku gamę na uzupełnić model z większym pakietem akumulatorów, który ma pozwalać na przejechanie 650 kilometrów. W marcu 2023 samochód trafił do sprzedaży w Tajlandii jako MG Maxus 9.